# Statue des St. Christophorus im Kölner Dom

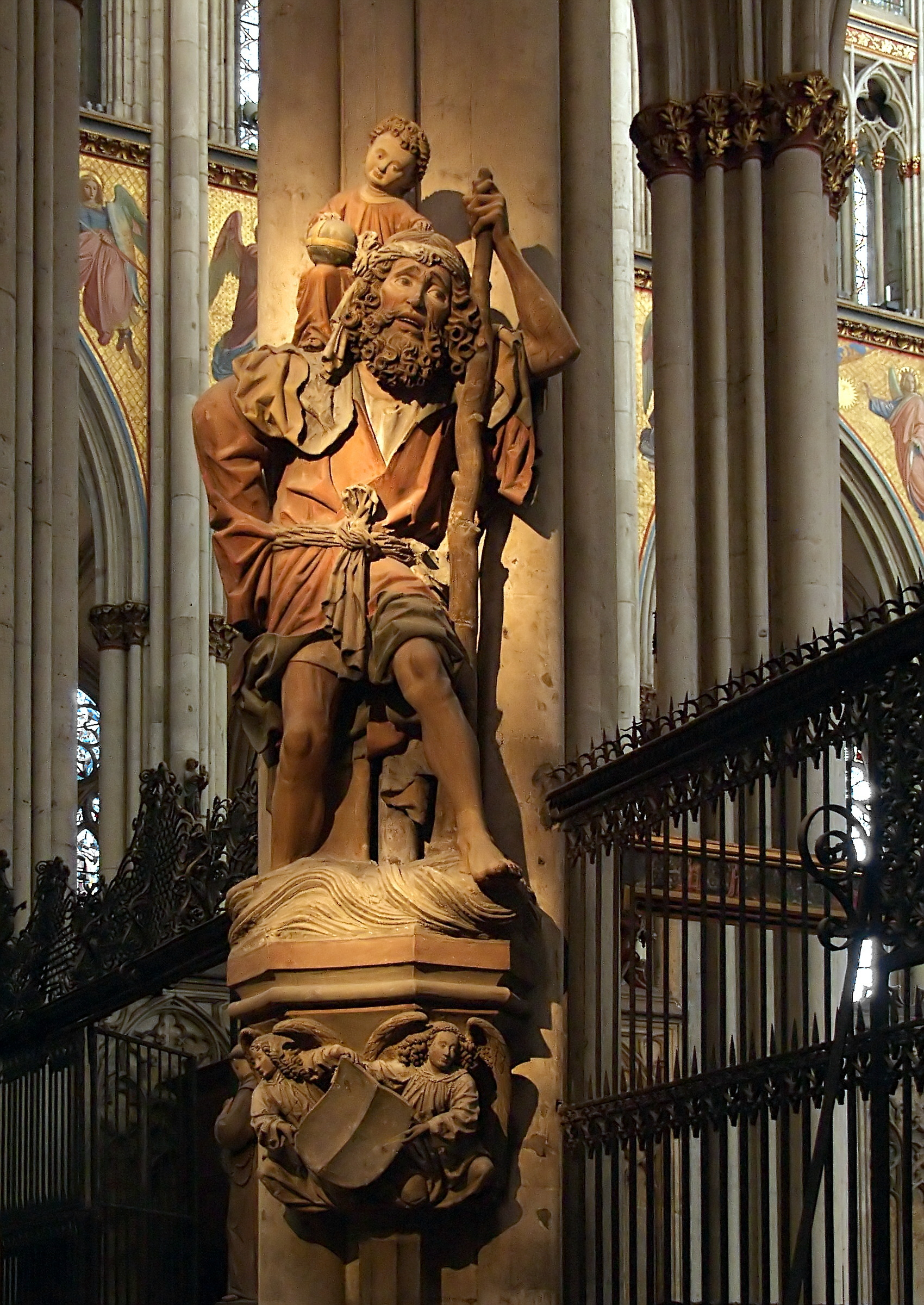
Statue des Heiligen Christophorus im Kölner Dom

Die Statue des Heiligen Christophorus im Kölner Dom ist eine monumentale Skulptur aus Tuffstein. Sie ist um 1470 entstanden und wird der Werkstatt des Meisters Tilman zugeschrieben. Sie ist am Übergang des südlichen Querhauses in den Chorumgang des Kapellenkranzes an einer Säule aufgestellt.

## Beschreibung
Die Statue ist 3,73 m hoch. Sie besteht aus drei Steinquadern und stellt den Heiligen Christophorus dar, der das Jesuskind auf seinen Schultern trägt. Die Statue steht auf einer Konsole mit einer polygonalen Grundplatte, die von zwei Wappenengeln gestützt wird.
Christophorus, der laut Legende mit dem Kind die Last der ganzen Welt zu tragen hat, watet mit hochgerafftem Gewand durch stilisierte Wellen zu seinen Füßen. Seine Beine liegen bis zu den Knien frei. Mit seiner linken Hand stützt er sich auf einen mannshohen, grob geschnitzten Stock. Sein rechter Arm ist nach rechts hinten gestemmt. Seine Gesichtszüge sind angestrengt, er trägt einen gewellten Bart und ein rechts geknotetes Stirnband.
Auf seiner Schulter sitzt das Jesuskind, das mit seiner rechten Hand eine Weltkugel auf dem Knie hält und mit seiner linken Hand sich auf dem Kopf des Christophorus abstützt.

## Geschichte
Die Statue stammt aus der bekannten Werkstatt des Meisters Tilman, der in und um Köln noch weitere Skulpturen schuf. Meister Tilman wurde in der Literatur bis in die 1970er als der Steinmetz Tilman van der Burch, inzwischen jedoch überwiegend als Tilman Heysacker identifiziert.
Die Statue des Christophorus war nach älteren Quellen einst polychrom gefasst, mit einem „goldgeblümten Rocke“, dann aber mehrfach übermalt worden. Sie wurde im 19. Jahrhundert abgelaugt und mit einer dünnen farbigen Fassung versehen.
Christophorusfiguren aus mittelalterlicher Zeit wurden üblicherweise am Eingang von Kirchen oder Toren aufgestellt. Das gilt auch für diese Statue, denn der Pilgerweg durch den unvollendeten Kölner Dom, der mit einer Trennwand zum Langhaus hin abgeschlossen war, begann am Südportal und führte die Gläubigen durch den Chorumgang zum Dreikönigenschrein, danach zum Nordportal wieder hinaus. So war die Statue die erste Heiligenskulptur im Dom, der ein Pilger beim Eintritt begegnete. Auch heute führt zu bestimmten Anlässen, etwa der Domwallfahrt, der Weg der Pilger durch das normalerweise verschlossene Südportal in den Dom.

## Rezeption
Heinrich Heine erwähnt die Statue in seinem Gedicht „Die alten, bösen Lieder“ im Lyrischen Intermezzo, das 1827 im Buch der Lieder erschien:
[…]

Und holt mir auch zwölf Riesen,

Die müssen noch stärker sein

Als wie der heil'ge Christoph

Im Dom zu Köln am Rhein.

[…]